# Jules Masquère
Jules Masquère, né le 6 juillet 1888 à Mane (Haute-Garonne) et mort le 22 août 1967 dans cette même commune, est un élu local et responsable socialiste français.

## Biographie
Membre de la SFIO, Masquère entame en 1925 une carrière d'élu local qui sera d'une impressionnante longévité : entrée cette année là au Conseil général de la Haute-Garonne, il représentera le canton de Saliès-du-Salat pendant près de quarante ans (jusqu'en 1964) ; élu maire de Mane deux ans plus tard, il conservera de même ce mandat jusqu'à sa mort.
Parallèlement, il est secrétaire général de la mairie de Toulouse, et directeur du journal Le Midi socialiste.
Pendant l'entre-deux-guerres, il est secrétaire de la fédération socialiste de Haute-Garonne, une première fois entre 1926 et 1931, puis de 1934 jusqu'à la guerre, et défend les positions de Paul Faure.
Révoqué de ses fonctions administratives par le régime de Vichy en 1940, il adopte une attitude attentiste pendant toute la guerre, sans verser dans la collaboration.
Son manque d'engagement contre l'occupant lui vaut, à la Libération, d'être exclu de la SFIO. Il rejoint alors le Parti socialiste démocratique de Paul Faure.
En 1945, il retrouve son siège de conseiller général, d'abord sous l'étiquette de « socialiste indépendant », puis comme candidat du PSD et du Rassemblement des gauches républicaines, coalition de centre-droit.
Ses relations avec les socialistes locaux s'améliorent cependant au fil des années. À partir de 1951, sans le soutenir officiellement, la SFIO ne présente pas de candidat contre lui aux cantonales, et il siège au sein du groupe socialiste du conseil général. Il finit par revenir à la SFIO en 1962.
Après sa mort, en 1967, son fils Maurice, futur député, lui succède comme maire de Mane et conseiller général.

## Sources
Dictionnaire biographique du mouvement ouvrier, mouvement social, notice de Gilles Morin